# 제51전술공군비행단 이멜만
제51전술공군비행단 이멜만(독일어: Taktisches Luftwaffengeschwader 51 „Immelmann“; TaktLwG 51„I“)은 독일 공군의 비행단이다. 2013년 9월까지는 제51수색비행단 이멜만(독일어: Aufklärungsgeschwader 51 „Immelmann“; AG 51 „I“)이었다. 제1차 세계대전 당시 에이스인 막스 이멜만의 이름이 붙었다. 장비로는 파나비아 토네이도 25기를 굴리고 있다.
2007년 NATO 합동군이 아프가니스탄에서 작전할 때 파견되었다.
본래 AG 51은 순수 수색비행단으로서 수색정찰 비행이 주임무였으나, 2005년 제2해양비행단이 해산되자 AG 51치 해군항공대 역할도 맡게 되었다. 2013년 4월에는 제32전투폭격비행단(JaBoG 32)이 해산되면서 JaBoG의 방공망 제압 역할까지 맡게 되었다.
2013년 10월 1일 제51전술공군비행단으로 개칭했다.